# He Dan Jia
König Hé Dǎn Jiǎ (chinesisch 河亶甲) (* ? v. Chr.; † 1526 v. Chr.) herrschte als elfter oder zwölfter König der Shang-Dynastie über China. Er war der jüngere Bruder des Königs Bu Ren. 

## Leben
In den Aufzeichnungen des Großen Historikers wurde er von Sima Qian als zwölfter Shang-König aufgeführt, als Nachfolger seines Vaters Wai Ren. Er wurde im Jahr des Gengshen (chinesisch: 庚申) inthronisiert. Die Hauptstadt war Ao (隞) und im ersten Jahr seiner Herrschaft verlegte er seine Hauptstadt nach Xiang (chinesisch: 相). Im dritten Jahr seiner Herrschaft eroberte sein Minister Pengbo (chinesisch: 彭伯) Pi (chinesisch: 邳), der gegen seinen Vater rebelliert hatte. Im vierten Jahr seiner Herrschaft startete er einen weiteren Angriff gegen die Blauen Barbaren. Im fünften Jahr seiner Herrschaft besetzten die Xian (chinesisch: 侁人) Ban Fang (chinesisch: 班方), wurden aber später von den Ministern des Königs, Pengbo und Weibo (chinesisch: 韦伯), besiegt und schickten einen Gesandten zu den Shang. Er regierte 9 Jahre lang, bevor er starb. Er erhielt den posthumen Namen He Dan Jia und wurde von seinem Sohn Zu Yi abgelöst.
Orakelknocheninschriften, die in Yinxu ausgegraben wurden, berichten alternativ, dass er der elfte Shang-König war, dem posthum der Name Jian Jia (chinesisch: 戔甲) gegeben wurde und dem sein Bruder Zu Yi folgte.
Während seiner Ära zerfiel die Shang-Dynastie noch einmal.